# گوستاف آدولف فون تسانگن
گوستاف آدولف فون تسانگن (به آلمانی: Gustav-Adolf von Zangen) (زاده ۷ نوامبر ۱۸۹۲، مرگ ۱ می ۱۹۶۴) یک ژنرال آلمانی در دوره رایش سوم و از ۲۵ اوت ۱۹۴۴ تا ۱۸ آوریل ۱۹۴۵ فرمانده لشکر پانزدهم ورماخت بود.